# Bulgariens håndboldlandshold (damer)
Bulgariens håndboldlandshold er det bulgarske landshold i håndbold for kvinder som også deltager i internationale håndboldkonkurrencer.
Holdet deltog under VM 1982 i Ungarn, hvor de kom på en 10. plads, og under VM 1990 i Sydkorea, hvor landsholdet kom på en 12. plads. De reguleres af Bulgarska Federatia Handbal.